# Ненад Николић
Ненад Неша Николић (Липљан, 20. август 1961 — Београд, 30. април 1999) био је српски фудбалер. Играо је на позицији одбрамбеног играча, а већину каријере провео је у Чукаричком. Погинуо је током НАТО бомбардовања СРЈ.

## Биографија
Рођен је у Липљану, као дете са породицом преселио се у Земун, а након неког времена на Петлово брдо. Имао је сестру близнакињу Наду и старијег брата Зорана. Још од малих ногу показао је заинтересованост за фудбал.
Похађао је ОШ „Владимир Роловић” на Петловом брду, а потом Тринаесту београдску гимназију на Бановом брду.
Након повратка из Сједињених Држава, где је играо за Такома старсе до 1990. године, Ненад је отворио прехрамбену продавницу на Бановом брду, у непосредној близини стадиона Чукарички.
Оженио се 1991. године Снежаном Николић, са којом је добио двоје деце, Катарину и Александра, који су у време почетка НАТО агресије имали 2 године, односно 8 месеци. Ненадов кум био је фудбалер Веско Михајловић.
Као резервиста некадашњег Савезног министарства унутрашњих послова СРЈ, Николић је позван да чува зграду Генералштаба војске Србије и Црне Горе и Министарства одбране на Савском венцу. Месец дана од почетка бомбардовања док је радио ноћну смену, бачена је прва бомба на генералштаб, обрушавајући околне зграде и ауто у Николићевој непосредној близини. Након што је пошао да помогне рањеним људима, авиони НАТО авијације су се вратили и испустили још једну бомбу, која је била смортоносна по Николића. Преминуо је 30. априла 1999. године, неколико часова после поноћи.

## Играчка каријера
Јуниорску каријеру започео је у Партизану, а сениорску у Чукаричком, за који је играо у три наврата и у којем је играо све до смрти. Био је фудбалер Жаркова и у два наврата играо за Пролетер Зрењанин. У периоду 1989—1990 играо је за Такома старс из Такоме, укупно 26 утакмица.

## Наслеђе
Меморијални турнир „Ненад Неша Николић” од 2014. године одржава се на стадиону Чукаричког. Турнир има подршку општине Чукарица. На згради Министарства спољних послова Србије, 13. новембра 2012. године откривена је спомен плоча у знак сећања на Ненада Николића.
Постхумно му је додељен Орден за заслуге у области одбране и безбедности I реда.